# Brancheforeningen for Industriel Automation
Brancheforeningen for Industriel Automation (BIA) en dansk forening hvis formål er at samle danske virksomheder inden for industriel automation og at udbrede kendskabet til den teknologiske udvikling inden for branchen samt varetage medlemmernes fælles interesser.

## Ekstern henvisning
- Foreningens hjemmeside Arkiveret 18. september 2007 hos  Wayback Machine